# George Dunlop (futebolista)
George Dunlop (Belfast, 13 de setembro de 1957) é um ex-futebolista profissional norte-irlandês que atuava como goleiro.

## Carreira
George Dunlop fez parte do elenco da Seleção Norte-Irlandesa de Futebol, da Copa do Mundo FIFA de 1982.